# Latawce (singel Bambi)
Latawce (styl. LATAWCE) – singel polskiej raperki bambi, który został wydany 3 sierpnia 2023 za pomocą wytwórni BE Records za pośrednictwem Universal Music Polska.

## Nagrywanie
Utwór został wyprodukowany przez Secretive Suicide'a, a zrealizowany przez Palarra. Za mix/mastering utworu odpowiada Seek, natomiast jego tekst został napisany przez Michalinę Włodarczyk.

## Twórcy
Opracowane na podstawie materiałów źródłowych.
- bambi – wokal, tekst
- Secretive Suicide – produkcja, kompozycja
- Palarr – realizacja
- Seek – mix, mastering

## Lista utworów
- Digital download[2]

1. „LATAWCE” – 2:42

## Certyfikaty i sprzedaż
| Państwo       | Certyfikat  | Sprzedaż | Data przyznania |
| ------------- | ----------- | -------- | --------------- |
| Polska (ZPAV) | złota płyta | 25 000+  | 5 czerwca 2024  |

## Teledysk
Do utworu powstał teledysk, który udostępniono 4 sierpnia 2023 za pośrednictwem serwisu YouTube.